# 小沢豁郎
小沢 豁郎（おざわ かつろう、安政5年3月12日（1858年4月25日） - 明治34年（1901年）3月19日）は、日本の陸軍軍人、国粋主義者。清仏戦争に乗じて清国改造の革命を起こそうとした。東邦協会設立発起人。

## 経歴
信濃国上諏訪宿に生まれる。年少時に江戸に出てフランス語を学び、次いで陸軍幼年学校を経て陸軍士官学校に入り、1879年（明治12年）に陸軍工兵少尉に任ぜられる。1883年（明治16年）に参謀本部出仕となり、翌年清国に派遣され、福州に駐在して諜報任務に当たる。
清国の地下組織「哥老会」と結んで清朝転覆を企て、山口五郎太、鈴木恭堅、松本亀太郎、中野二郎、樽井藤吉と連絡を取り合い策謀するところにあったが、本国より柴五郎が駆けつけ、計画は中止となった。この一件により、小沢は危険視され、以後は大陸浪人として同郷の渡辺国武などと親交を結びながら、詩文や東邦協会の設立斡旋など在野に下った。
晩年は信州に帰郷し、病没した。